# Sint-Michaëlkerk (Herten)

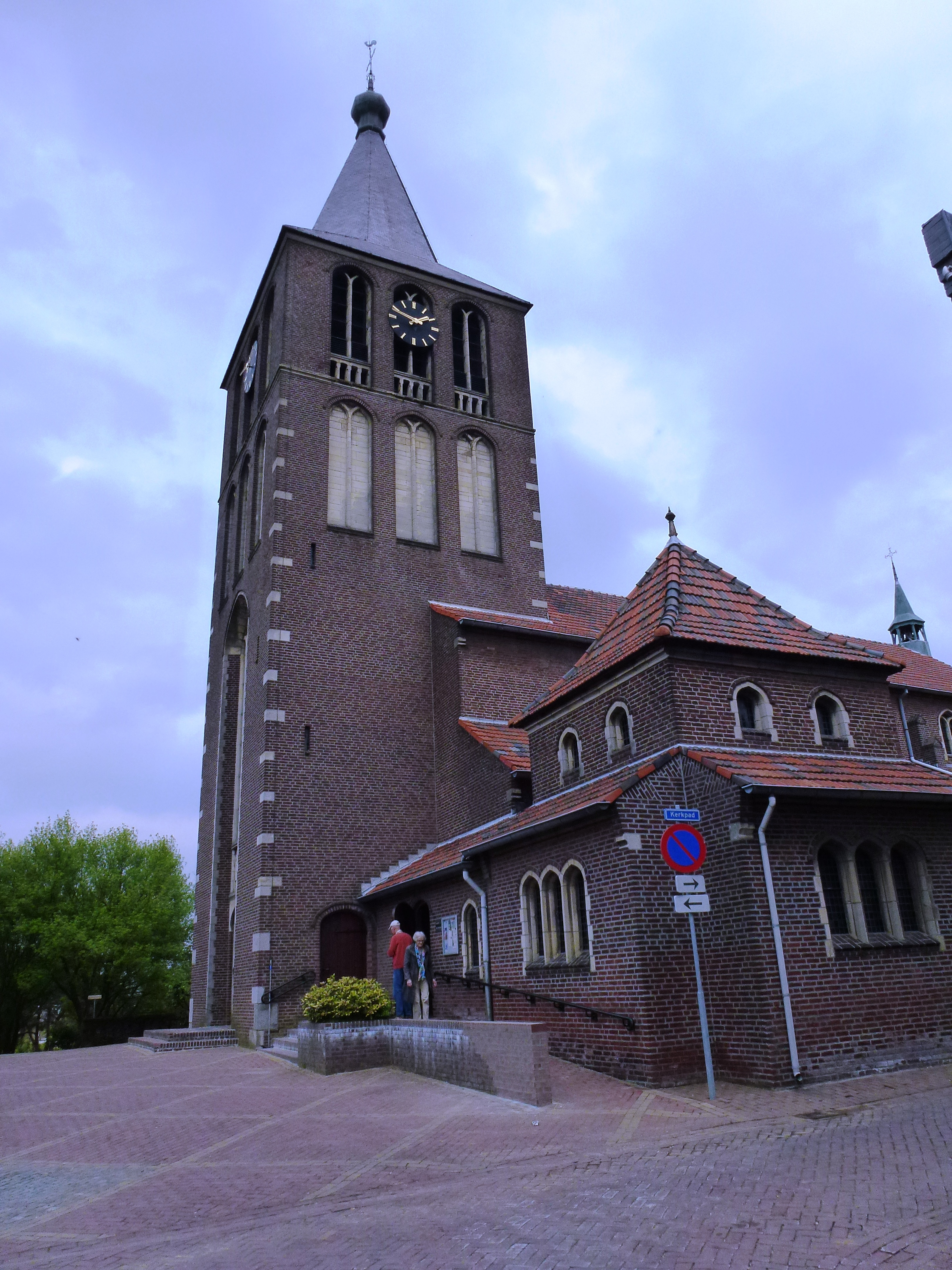
Sint-Michaëlkerk

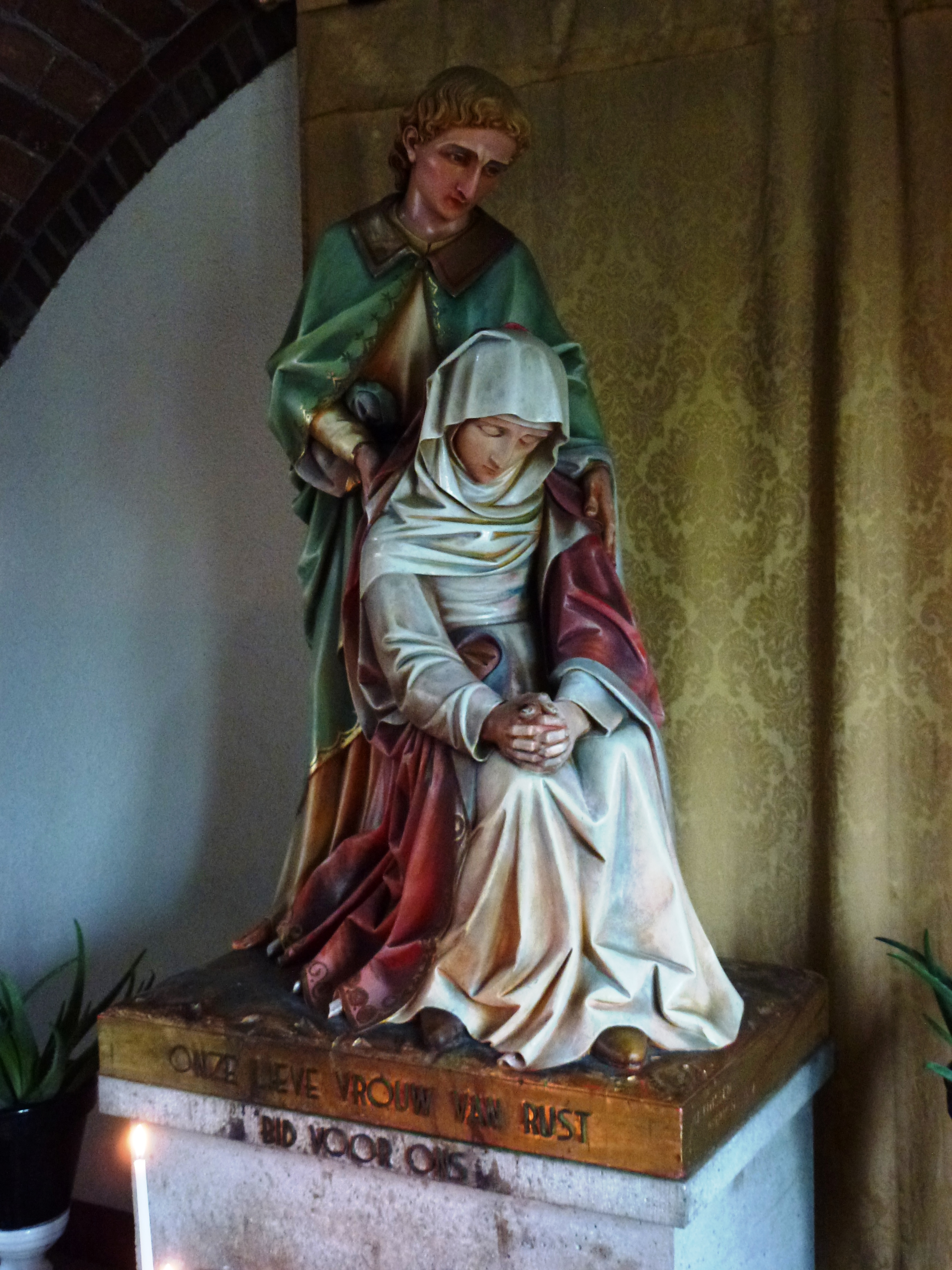
Onze-Lieve-Vrouw van Rust

De Sint-Michaëlkerk is de parochiekerk van Herten, Gemeente Roermond, gelegen aan Kerkpad 2.

## Geschiedenis
Omstreeks 1400 werd voor het eerst melding gemaakt van een kerk in Herten. Het was een eenbeukig romaans kerkgebouw, dat een toren van drie geledingen bezat. Het kerkje werd in 1883 gesloopt en vervangen door een neogotische kruisbasiliek. In januari 1945 werd deze kerk door de Duitsers opgeblazen. In 1951 werd de ruïne gesloopt en in 1953  werd een nieuwe kerk gebouwd, ontworpen door Hendrik Valk.

## Gebouw
Het is een driebeukige bakstenen kruisbasiliek met voorgebouwde westtoren in een naar gotiek neigende stijl. Het interieur, overwelfd met een kruisgewelf, is uitgevoerd in schoon metselwerk. De toren is gedekt met een ingesnoerde naaldspits. Het christocentrische karakter van de kerk werd benadrukt door het altaar niet in het koor, maar in de viering van de kerk te plaatsen.
In de kerk bevinden zich kunstwerken van Charles Eyck en Jac Maris. Ook bevindt zich in de kerk een beeld van Onze-Lieve-Vrouw van Rust.